# جنایت و مکافات
جنایت و مکافات (به روسی: Преступление и наказание) نام رمان مشهوری نوشتهٔ فیودور داستایفسکی، نویسندهٔ سرشناس روسی است که در زمرهٔ مهم‌ترین آثار تاریخ ادبیات به حساب می‌آید.

## خلاصهٔ داستان
این کتاب داستان دانشجویی به نام راسکولْنیکُف را روایت می‌کند که به‌خاطر اصول مرتکب قتل می‌شود. بنابر انگیزه‌های پیچیده‌ای که حتی خود او از تحلیلشان عاجز است، زن رباخوار یهودی را همراه با خواهرش که غیرمنتظره به هنگام وقوع قتل در صحنه حاضر می‌شود، می‌کُشد و پس از قتل خود را ناتوان از خرج کردن پول و جواهراتی که برداشته می‌بیند و آن‌ها را پنهان می‌کند. بعد از چند روز بیماری و بستری شدن در خانه راسکولنیکف هرکس را که می‌بیند می‌پندارد به او مظنون است و با این افکار کارش به جنون می‌رسد. در این بین او عاشق سونیا، دختری که به‌خاطر مشکلات مالی خانواده‌اش دست به تن‌فروشی زده بود، می‌شود. داستایفسکی این رابطه را به نشانهٔ مِهر خداوندی به انسان خطاکار استفاده کرده‌است و همان عشق، نیروی رستگاری‌بخش است. البته راسکولنیکف بعد از اقرار به گناه و زندانی شدن در سیبری به این حقیقت رسید.

## تحلیل داستان
مضمون و درون‌مایهٔ کتاب در خصوص کشمکش درونی فرد در خصوص گناه انجام داده است. داستایفسکی مسئلهٔ رابطه میان خویشتن و جهان پیرامون و فرد و جامعه را در آن گنجانده است.
رفتار راسکولنیکف در این داستان را می‌توان در دیگر آثار نویسنده همچون یادداشت‌های زیرزمینی و برادران کارامازوف نیز مشاهده کرد (رفتار او بسیار شبیه ایوان کارامازوف در برادران کارامازوف است). او می‌تواند با توجه به توانایی‌هایش کار خوبی برای خود پیدا کند، درحالی‌که بسیار فقیرانه زندگی می‌کند. درحالی‌که رازومیخین وضعیتی مشابه او دارد، ولی بسیار بهتر از او زندگی می‌کند و هنگامی که به راسکولنیکف کاری پیشنهاد می‌کند، او از این کار سر بازمی‌زند و درحالی‌که پلیس هیچ‌گونه مدرکی علیه او ندارد او آن‌ها را به خود مشکوک می‌کند.

## پیشینه
داستایفسکی سه بار تلاش کرد تا این اثر را از زبان شخصیت اصلی داستان روایت کند؛ نخست به شکل یادداشت‌های روزانه شخصیت اصلی، سپس به شکل اعتراف او در برابر دادگاه و سرانجام به صورت خاطراتی که او به هنگام آزادی از زندان می‌نویسد، ولی در نهایت آن را به روایت سادهٔ سوم شخص مفرد که قالب نهایی رمان بود نوشت.
او این داستان را از ژانویهٔ ۱۸۶۶ تا تابستان آن سال، در نشریهٔ روسکی وستنیک به چاپ رسانید.

## شخصیت‌های رمان
- رودیون رومانوویچ راسکولنیکوف (رودیا): قهرمان داستان که برای آزمودن فرضیات خود دربارهٔ وجدان و طبیعت انسان مرتکب قتل می‌شود.
- پراسکوفیا پاولونا: صاحب‌خانه راسکولینکف لابد چهل سال دارد خودش می‌گوید سی و شش سال
- آلیونا ایوانونا: پیرزن نزول‌خوار که با خواهرش زندگی می‌کند و راسکولنیکف سعی می‌کند که او را شپش بی‌فایده در اجتماع بداند چون می‌خواهد شبیه ناپلئون فکر کند اما نمی‌تواند خود را با این نظریه سازگار کند.
- مارمالادوف: کارمند سابق که تمام پول خانوادهٔ فقیرش را خرج مشروب کرده‌است و هنگامی که در اثر تصادف کشته می‌شود، راسکولنیکف از خانواده‌اش حمایت می‌کند.
- کاترینا ایوانونا: زنی تحصیل‌کرده و از خانواده‌ای اصیل است که بعد از مرگ شوهر اولش با مارمالادوف ازدواج می‌کند. او از بیماری سل رنج می‌برد و شب و روز برای نجات خانواده از فقر تلاش می‌کند.
- سوفیا سمیونویچ (سونیا): دختر مارمالادوف که برای رفاه خانواده‌اش تن‌فروشی می‌کند. راسکولنیکف معصومیت و پاکی او را درمی‌یابد و به اصرار او به قتل اعتراف می‌کند و سونیا او را در دوران محکومیت حمایت می‌کند و با عشق او راسکولنیکف دوباره زنده می‌شود.
- پولخریا: مادر راسکولنیکف، زنی با اعتقادات مذهبی زیاد که حاضر است برای موفقیت پسرش هر کاری انجام دهد و تمام امیدهای خود را در راسکولنیکف می‌بیند. او در دوران محکومیت راسکولنیکف از دنیا می‌رود.
- دونیا: خواهر راسکولنیکف، دختری فداکار که قصد دارد برای رفاه خانواده و مخصوصاً برادرش با مردی ثروتمند و مغرور ازدواج کند. سویدریگایلف چند بار سعی در فریب او دارد، اما موفق نمی‌شود. پس از رفتن راسکولنیکف به سیبری او با رازومیخین ازدواج می‌کند.
- سویدریگایلف: مردی شهوت‌پرست و مرموز که گاهی دست بخشنده‌ای دارد و سرپرستی یتیمان کاترینا را برعهده می‌گیرد. او اتفاقی اعتراف راسکولنیکف نزد سونیا به قتل را می‌شنود و سعی می‌کند از این موضوع برای به دست آوردن دونیا بهره ببرد.
- پتر پتروویچ لوژین: وکیل دادگستری و کارمند دولت که قصد ازدواج با دونیا را دارد، اما راسکولنیکف از شخصیت او متنفر است و او در دیدار خود با خانواده این را نشان می‌دهد. او برای انتقام، سونیا را متهم به دزدی پول‌هایش می‌کند.
- رازومیخین: او در دوران بیماری راسکولنیکف از او حمایت و پرستاری می‌کند و بعداً با دونیا ازدواج می‌کند.
- لیزاوتا ایوانونا: لیزاوتا، خواهر پیرزن نزول‌خوار که همواره آرام است و تصادفاً هنگام قتل پیرزن کشته می‌شود.
- پاروفیری پترویچ: پاروفیری، سربازپرس قتل که با بسیاری از نظریات جدید جرم‌شناسی آشناست. او روش‌های متعدد روان‌شناسی را برای به دام انداختن راسکولنیکف به کار می‌برد تا او را وادار به اعتراف کند.
- نیکولای: کارگر نقاش ساختمان محل سکونت پیرزن که پس از پیدا کردن قسمتی از اموال پیرزن، مظنون اصلی قتل می‌شود و تحت تأثیر تفکرات مذهبی شدید، به قتلِ نکرده اعتراف می‌کند.
- ناستازیا: خدمتکار

که اکثراً در اتاق راسکولنیکف رفت‌وآمد دارد.
- زوسیموف: دکتر

که اکثراً راسکولنیکف را معاینه می‌کند.
- زامیتوف: سردفتر

که راسکولنیکف در رستوران نیز دربارهٔ قتل با او صحبت‌هایی داشته‌است.
- کولیا: پسر مارملادوف
- لیدا: دختر مارملادوف
- پولیا: دختر مارملادوف
- لبزیاتنیکوف: همخانهٔ لوژین در پترزبورگ
- خانم لیپه و خزل (آمالیا ایوانونا) : صاحب‌خانهٔ مارملادوف

## اقتباس
فیلم‌های سینمایی ایرانی «جنایت» «پل خواب» وبرهنه تا ظهر با سرعت بر اساس این داستان ساخته شده‌است و همچنین توسط ایمان افشاریان یک تئاتر در سال ۱۳۹۴ به همین نام ساخته شده‌است که بعدها فیلم این تئاتر نیز تولید گردید.
فیلم سینمایی امتیاز نهایی اثر وودی آلن اقتباسی از این کتاب است.

## به فارسی
جنایت و مکافات بارها به فارسی ترجمه و منتشر شده‌است. ا. لال‍ه‌زاری، مهری آهی و پرویز شهدی و اصغر رستگار و احد علیقلیان و حمیدرضا آتش‌برآب و احمد بانپور و لوبا روایی‌نیا از جمله مترجمان این رمان به فارسی بوده‌اند. همچنین طرح‌ها و یادداشت‌های اولیهٔ داستایفسکی در مورد این رمان در سال ۱۴۰۱ توسط انتشارات کتاب پارسه و با ترجمهٔ مهران صفوی انتشار یافت.